# Rendezvous (Jacky Terrasson & Cassandra Wilson)
Rendezvous è un album della cantante  jazz Cassandra Wilson e del pianista  Jacky Terrasson registrato il 4, 5, 6 e 19 gennaio e il 4 aprile del 1997 e pubblicato nello stesso anno.

## Tracce
1. Old devil moon – 05:45 (e. Y. Harbung, B. Lane)
2. Chan's song  –  05:44 (Herbie Hancok)
3. Tennessee waltz – 04:45 (R. Steward P. w: King))
4. Little boy lost – 06:39 (Bergman, LeGrand)
5. Autumn leaves – 02:03 (J. Prevert, J. Kosma)
6. It might as well be spring - 04:55  (O. Hammerstein II, R. Rodgers)
7. My ship - 03:24  (Ira Gershwin, K. Weil)
8. I remember you – 03:00  (J. Mercer, V. Schertzinger)
9. Tea for two – 04:45  (I. Caesar, V. Youmans)
10. If ever I would leave you – 05:28  (A. Lerner, F. Loewe)
11. Chicago 1987 – 03:10  (Jacky Terrasson)

## Formazione
- Jacky Terrasson – pianoforte
- Cassandra Wilson – voce
- Lonnie Plaxico – contrabbasso
- Kenny Davis  – contrabbasso
- Mino Cinelu – percussioni